# Cultripalpa lunulifera
Cultripalpa lunulifera är en fjärilsart som beskrevs av George Francis Hampson 1926. Cultripalpa lunulifera ingår i släktet Cultripalpa och familjen nattflyn. Inga underarter finns listade i Catalogue of Life.